# Мохотани
Мохотани (фр. Mohotani Reserve Integrale) — особо охраняемая территория в южной группе Маркизских островов (Французская Полинезия). Площадь 1927 км². Создана в 1971 году. По классификации МСОП относится к IV категории, статус присвоен в 2000 году. Включает острова вулканического происхождения Мохо-Тани и Терихи, а также прилегающие скалы. Создан для защиты экосистем, многие из которых деградировали из-за перевыпаса скота.

## Природа
Остров Мохо-Тани находится в 15 км к югу от острова Хива-Оа, в 23 км к западу от Тахуата и в 48 км к северо-западу от Фату-Хива. Площадь Мохо-Тани 12,2 км², максимальная длина — 8 км, ширина — 2 км. По оценкам, его возраст составляет 2,15 миллиона лет. Остров Терихи находится в 200 метрах северо-восточнее Мохо-Тани. Его высота 150 м. Берега островов скалистые, с высокими обрывами.
Леса образованные Pisonia grandis занимают более 75 га в центральной части острова Мохо-Тани. Леса с доминированием Cordia subcordata, занимают 144 га (11 % острова). Это дерево активно использовалось для резьбы по дереву. В сообществах прибрежной древесно-кустарниковой растительности встречаются Cordia lutea, Cordia subcordata, Celtis pacifica, Maytenus crenata, Premna serratifolia, Hibiscus tiliaceus, Waltheria tomentosa, Lebronnecia kokioides, Thespesia populnea, Eugenia reinwardtiana, Psydrax odorata, Sapindus saponaria, Ixora marquesensis и Colubrina asiatica. На скалах отмечены виды Cyperus javanicus, Fimbristylis juncea, Leptochloa xerophila, Digitaria setigera, Chrysopogon aciculatus, Waltheria indica, Boerhavia acutifolia, Boerhavia repens, Peperomia blanda, Portulaca lutea, Chamaesyce sachetiana, Colubrina asiatica и Nicotiana fatuhivensis. Человеком на острова были завезены кокосовая пальма, пандан кровельный, инокарпус съедобный и тунг молуккский.
С острова Мохо-Тани описана мошка Simulium englundi. На территории обитают несколько эндемичных птиц, в том числе Ptilinopus dupetithouarsii, Pomarea mendozae motanensis, Collocalia ocista, Anous minutus и Acrocephalus mendanae consobrina. Всего отмечали 10 видов морских гнездящихся, 5 — гнездящихся на земле и 2 вида залётных птиц. Единственным видом млекопитающих на острове до прибытия человека была крыса Rattus exulans. Европейские поселенцы завезли на острова овец во второй половине XIX века, уже к 1920-м годам отмечают негативное воздействие этих животных на местные экосистемы. Они уничтожали растения до высоты 1,5 метров и нарушали возможность естественного возобновления, кроме того, вытаптывание привело к активному распространению эрозии.